# 윤경신

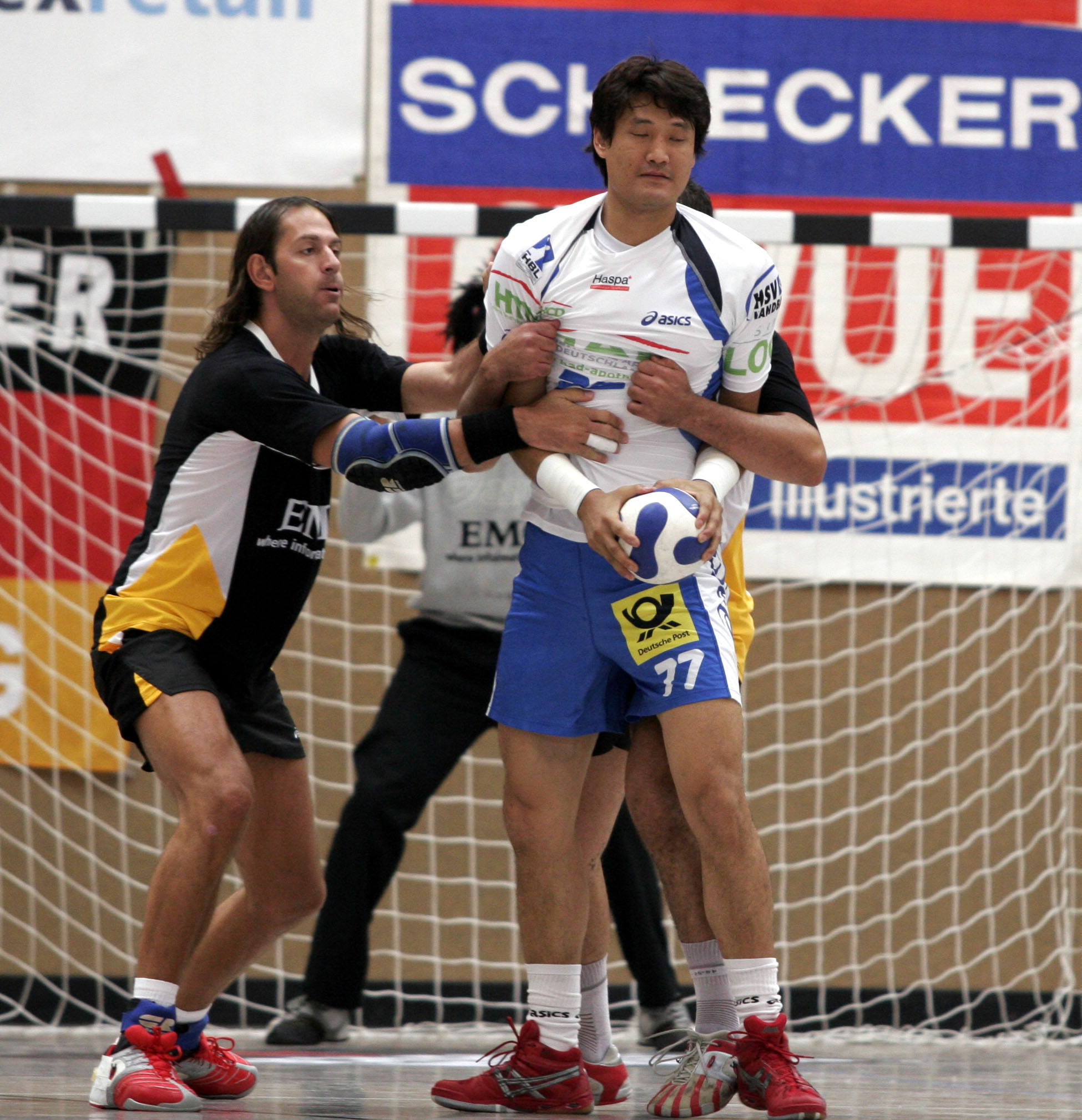
2007년 리가 포칼 대회에서

윤경신(尹京信, 1973년 7월 7일~)은 대한민국의 핸드볼 선수, 지도자이다. 왼손잡이이며 선수 시절 포지션은 라이트백(RB)이다. 현재는 두산 핸드볼 팀의 감독이다.

## 경력
12살 때 숭덕초등학교에서 처음 핸드볼을 시작한 윤경신은 고려대학교 사범대학 부속고등학교와 경희대학교를 졸업한 후, 1996년 독일 핸드볼 분데스리가로 진출해 Vfl 구머스바흐에서 활동했다. 별명은 Nick인데, 독일 진출 초창기 독일어를 잘 몰라 고개만 끄덕였기에 붙은 별명이다. 2006/07 시즌부터 HSV 함부르크에서 등번호 77번을 달고 활동하다가 대한민국의 실업 팀 두산과 계약하며 2008년 7월에 귀국하였다.
윤경신은 1996/97, 1997/98, 1998/99, 1999/00, 2000/01, 2001/02(6회 연속), 2003/04, 2006/07 시즌까지 무려 여덟 차례나 분데스리가 득점왕을 차지 했고, 통산 2905골로 핸드볼 분데스리가 42년 역사상 최다 득점 기록을 갖고 있다. 대한민국 남자 핸드볼 국가대표팀에서는 250회 이상 출전하였으며, 2001년에는 국제 핸드볼 연맹 올해의 핸드볼 선수(독일어: IHF Welthandballer)로 선정되었다.
2011년 6월에 계약이 만료된 후 두산에서 8개월 단기 계약을 제시했으나, 이 계약 조건에 의견을 보여 재계약에 합의하지 않고 팀을 떠났다. 이후에는 국가대표팀 플레잉 코치로만 활동하며 선수 생활의 마지막을 보냈다.
국가대표로 모두 다섯 번의 아시안 게임에서 금메달을 땄으며, 함부르크에서는 2006년 DHB 수퍼컵 우승, 2007년 유럽 핸드볼 연맹 컵위너스컵(EHF Cup Winner's Cup) 우승의 주역으로 활동했다. 1995년과 1997년 세계 선수권대회, 2004년 하계 올림픽과 1990년/1994년/1998년/2002년 아시안 게임의 득점왕이기도 하다.
동생인 윤경민도 핸드볼 국가 대표 선수로 활동하고 있으며, 두산에서 선수와 감독으로 함께하고 있다.
2012년 하계 올림픽에서 대한민국 대표 선수단의 기수 및 핸드볼 팀의 플레잉 코치를 맡았으며, 2012년 하계 올림픽을 마지막으로 현역 은퇴를 선언하였다. 그 해 9월 23일 SK올림픽핸드볼경기장에서 은퇴식을 열었다.
두산의 감독이었던 이상섭 감독이 남자 핸드볼 국가대표팀 감독으로 선임됨에 따라 2013년 1월 2일 이상섭 감독의 후임으로 두산의 감독에 취임하였다.
2013년 9월 14일 2013 SK 핸드볼 코리아리그에서 통합 5연패를 달성하여 감독 부임 후 첫 우승을 차지하였다.

## 기타 활동

### CF
- 1995년 필립스 필리쉐이브